# Vassili Mechkov
Vassili Nikititch Mechkov (Василий Никитич Мешко́в) né le 25 décembre 1867/6 janvier 1868  à Elets et mort le 26 novembre 1946 à Moscou (URSS), est un peintre et pédagogue russe et soviétique. Il a été nommé artiste du peuple de la RSFSR en 1943.

## Biographie
Il naît dans la famille d'un ouvrier-boulanger et devient orphelin tôt. Dès son enfance, il peint des icônes pour gagner son pain au monastère Zadonski.
Mechkov étudie à l'École de peinture, de sculpture et d'architecture de Moscou entre 1882 et 1889 où il est formé comme peintre réaliste par Evgraf Sorokine, Illarion Prianichnikov et surtout par Vassili Polenov. Ensuite il étudie à l'Académie impériale de  Saint-Pétersbourg. Il devient membre de l'association des artistes moscovites en 1893, puis de l'association des artistes de la Russie révolutionnaire à partir de 1922. Il enseigne dans son propre atelier à Moscou entre 1892 et 1917, puis à l'Académie des beaux-arts de Léningrad de 1937 à 1940.
Mechkov est l'auteur de tableaux de genre dans l'esprit des derniers Ambulants des années 1890, de paysages et de portraits. Il commence ses portraits à Elets dans les années 1890, parvenant à traduire la psychologie de ses modèles et à révéler son appartenance sociale. Ses tableaux Portrait d'un higoumène d'Elets et Le Curieux sont conservés au musée régional local. L'on distingue aussi dans ce style son Autoportrait, Portrait d'E. Mechkova (son épouse), Portrait du chirurgien P.I. Postnikov, Portrait d'A.S. Perfileva, Portrait de Chaliapine, etc. Les portraits de Mechkov se distinguent par leur dessin net et précis et la sculpture expressive du visage. En même temps Mechkov s'exprime comme peintre de genre (Chez le dentiste, 1891, La Sérénade nocturne, 1893, Le Peintre aveugle, 1898, etc.)
Son ascension artistique commence à partir de 1917 avec une évolution de son style. Il réalise toute une série de portraits (Pavel Tchistiakov, Leonid Sobinov, 1917, etc.), et d'études. Mechkov travaille à des portraits de membres du parti communiste d'URSS, comme celui de Semion Boudionny et celui de Viatcheslav Menjinski (1927). Au début des années 1930, il travaille aux portraits de Staline, de Dzerjinski, de Vorochilov. Les portraits de Kalinine (1929) et de sa mère M.V. Kalinina (vers 1930) ont un aspect chaleureux. En 1924, il peint le portrait de Clara Tsetkine et dans les années 1930 ceux de Marx et Engels, et aussi de représentants de la culture soviétique (Katchalov, Moskvine, 1932), et bien sûr des ouvriers, des soldats de l'Armée rouge. Ses œuvres se trouvent dans des musées russes et à l'étranger, dont une dizaine au musée régional d'Elets et au musée régional de Lipetsk.
Mechkov a eu une grande importance comme pédagogue dans l'histoire du réalisme socialiste soviétique. Parmi ses disciples, l'on compte Nikolaï Terpsikhorov, Boris Iakovlev, Vassili Iakovlev, Piotr Choukhmine et son fils Vassili (1893-1963), paysagiste.
Il est enterré au cimetière Novodievitchi.

## Hommages
- Ordre du Drapeau rouge du travail (1943) et médailles.
- En 1960, son nom est donné à une rue de Lipetsk et à une rue d'Elets.